# يوكي

## نبذة
هذه الدراما الخاصة حكي قصة واقعية عن شاب في 23 من العمر يدعى يوكي أصيب بمرض نادر جدا يؤدي إلى تحلل عظام الجمجمة ورغم معاناته المريرة مع المرض يقف يوكي إلى جانب أصدقائه ويقوم بحل مشاكلهم دون أن يُشعرهم بآلامه، ومن جهتهم يعمل الأصدقاء جاهدين على التخفيف عن يوكي رغم يقينهم باستحالة فعل أي شيء أمام مرض مجهول عجز الأطباء عن إيجاد علاج فعال له، هذه القصة هي مثال رائع جدا عن الصداقة الحقيقية التي لا تزول حتى بموت أصحابها وتحدي المرض والقتال لأجل الحياة حتى اللحظة الأخيرة، هذه الحلقة تم بثها خصيصا في برنامج 24 ساعة الخيري الذي تقيمه قناة نيهون تيفي كل سنة.

## الممثلون
كاميناشي كازويا في دور كانزاكي هيروتو
يوكا في دور يوشي
ياماغوتشي تاتسويا في دور جونجي
أوغوري شون في دور هاما
فوكيشي كازو في دور ميوكي

## وصلات خارجية
- يوكي على موقع IMDb (الإنجليزية)
- يوكي على موقع قاعدة بيانات الفيلم (الإنجليزية)
- يوكي على موقع ليتربوكسد (الإنجليزية)
- يوكي على موقع كينوبويسك (الروسية)

1. ↑  Internet Movie Database (بالإنجليزية), QID:Q37312